# Donji Oštrc
Donji Oštrc is een plaats in de gemeente Žumberak in de Kroatische provincie Zagreb. De plaats telt 101 inwoners (2001).